# Wybory parlamentarne w Hiszpanii w 1936 roku

Wybory parlamentarne w Republice Hiszpańskiej odbyły się 16 lutego 1936 roku. Do urn wyborczych udało się 9,8 mln wyborców (72% uprawnionych do głosowania), aby wybrać 473 deputowanych z 977 kandydatów. Wybory wygrała lewica, czyli Front Ludowy, otrzymując 4 645 116 głosów, blok prawicowy zdobył 4 503 524 głosy, a centrum – niecałe pół miliona. Na nacjonalistyczną Partię Basków głosowało 125 714 osób.
| Partia                          | Mandaty |
| ------------------------------- | ------- |
| PSOE                            | 99      |
| Lewica Republikańska            | 87      |
| Unia Republikańska              | 39      |
| Republikańska Lewica Katalonii  | 36      |
| Komunistyczna Partia Hiszpanii  | 17      |
| POUM                            | 1       |
| Partia Syndykalistyczna         | 1       |
| Front Ludowy                    | 280     |
| CEDA                            | 88      |
| Blok Narodowy                   | 13      |
| Karliści                        | 9       |
| Agrariusze                      | 11      |
| Niezależni prawicowcy           | 3       |
| Regionalistyczna Liga Katalonii | 12      |
| Prawica łącznie                 | 136     |
| Partia Centrowa                 | 16      |
| Nacjonalistyczna Partia Basków  | 10      |
| Progresiści                     | 6       |
| Radykałowie                     | 4       |
| Konserwatyści                   | 3       |
| Centrum łącznie                 | 39      |
| Reszta                          | 20      |